# Nusatidia
Genre
Nusatidia est un genre d'araignées aranéomorphes de la famille des Clubionidae.

## Distribution
Les espèces de ce genre se rencontrent en Asie du Sud-Est, en Chine et au Sri Lanka.

## Liste des espèces
Selon World Spider Catalog (version 24.5, 15/10/2023) :
- Nusatidia aeria (Simon, 1897)
- Nusatidia bimaculata (Simon, 1897)
- Nusatidia borneensis Deeleman-Reinhold, 2001
- Nusatidia camouflata Deeleman-Reinhold, 2001
- Nusatidia changao Yu & Li, 2021
- Nusatidia javana (Simon, 1897)
- Nusatidia luzonica (Simon, 1897)
- Nusatidia manipisea (Barrion & Litsinger, 1995)
- Nusatidia melanobursa Deeleman-Reinhold, 2001
- Nusatidia mianju Yu & Li, 2021
- Nusatidia snazelli Deeleman-Reinhold, 2001
- Nusatidia subjavana Yu & Li, 2021
- Nusatidia vietnamensis Logunov & Jäger, 2015

## Systématique et taxinomie
Ce genre a été décrit par Deeleman-Reinhold en 2001 dans les Clubionidae.

## Publication originale
- Deeleman-Reinhold, 2001 : Forest spiders of South East Asia: with a revision of the sac and ground spiders (Araneae: Clubionidae, Corinnidae, Liocranidae, Gnaphosidae, Prodidomidae and Trochanterriidae. Brill, Leiden, p. 1-591.